# Planettief

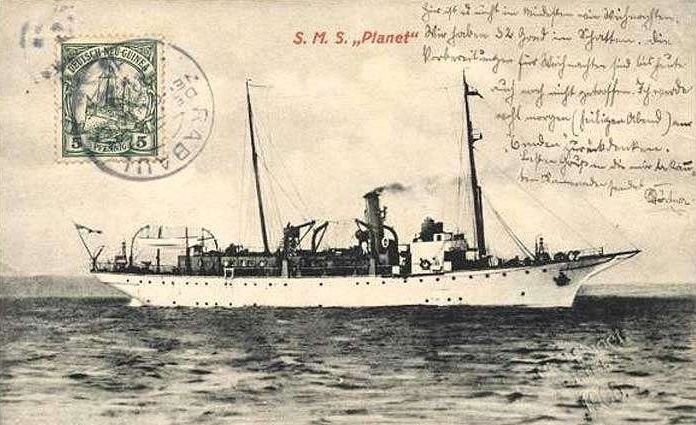
SMS Planet

Das Planettief ist ein Meerestief im westlichen Teil des Pazifischen Ozeans (Pazifik) und nach Messungen im November 2021 mit 8952 m ±16m die tiefste Stelle des Neupommern-Bougainville-Grabens. Es ist nach dem deutschen Vermessungsschiff SMS Planet benannt, von dem aus am 24. März 1910 eine Tiefe von 9140 m gelotet worden war.
Das Planettief befindet sich westlich der Insel Bougainville in der Salomonensee. Es liegt bei etwa 7° südlicher Breite und 154° östlicher Länge.